# La Fresnaye-au-Sauvage
La Fresnaye-au-Sauvage è un comune francese di 231 abitanti situato nel dipartimento dell'Orne nella regione della Normandia.

## Società

### Evoluzione demografica
Abitanti censiti